# سورة الحجرات
سورة الحُجُرات هي سورة مدنية نزلت في العام التاسع للهجرة، وعدد آياتها ثماني عشرة آية، وهي من المثاني، ترتيبها في المصحف التاسعة والأربعون، نزلت بعد سورة المجادلة، وبدات بأسلوب النداء ﴿يَا أَيُّهَا الَّذِينَ آمَنُوا﴾. سُميت السورة بالحجرات نسبةً إلى حجرات زوجات النبي محمد؛ حيث كان لكل واحدة منهن حجرة في مؤخرة المسجد النبوي.
تتحدث السورة عن عدة مواضيع تتعلق بالآداب والأخلاق، من هذه المواضيع: أدب التعامل مع الله ورسوله، والتعامل مع الفسقة والتثبت من الأخبار، وقتال الفتنة بين المسلمين والصلح بينهم وقتال الفئة الباغية، والنهي عن السخرية واللمز والتنابز بالألقاب، والنهي عن سوء الظن والتجسس والغيبة، وتذكير الناس بأصلهم وأن التقوى أساس التفاضل، التفريق بين الإسلام والإيمان وبيان معنى الإيمان وأنه منة من عند الله.

## مواضيع السورة
سُميت سورة الحجرات لأن كلمة الحجرات قد ذُكرت فيها، من الآية الرابعة ﴿إِنَّ الَّذِينَ يُنَادُونَكَ مِنْ وَرَاءِ الْحُجُرَاتِ أَكْثَرُهُمْ لَا يَعْقِلُونَ ۝٤﴾ الحجرات جمع حجرة، وهي الغرف التي كانت تسكن فيهن زوجات النبي محمد، لهذه السورة تناسبٌ مع السورة التي قبلها سورة الفتح التي كانت خاتمتها صفات المؤمنين أصحاب النبي المتراحمين فيما بينهم الذين سوف تزداد قوتهم وعددهم، والأرجح أن سورة الحجرات نزلت في السنة التاسعة الهجرية، بعد أن اتسعت أرض المسلمين ودخل في أمة الإسلام أقوام جدد من أنحاء عديدة في جزيرة العرب، ليس لهم دراية بآداب التعامل مع الرسول محمد، ثم عرضت السورة الإخوة بين المؤمنين، وفريضة العدل بينهم والإصلاح بين طوائفهم إن تنازعوا، وذُكر في هذه السورة إحدى أشهر آيات القرآن، قوله ﴿إن أكرمكم عند الله أتقاكم﴾ [الحجرات:13].

### الآدب في مخاطبة النبي
بدأت السورة بالتوقير والاحترام والتبجيل والإعظام للنبي، وعدم رفع الصوت على النبي فجاء في الآية الأولى النهي عن قضاء أي أمر من الأمور دون أمر من الله ورسوله، قال ابن كثير: «أي لا تسرعوا في الأشياء بين يديه، أي: قبله، بل كونوا تبعًا له في جميع الأمور»، وقال مجاهد بن جبر: «لا تفتاتوا على رسول الله ﷺ بشيء، حتى يقضي الله على لسانه.». وقال الحسن البصري: «أناس من المسلمين ذبحوا قبل صلاة رسول الله ﷺ يوم النحر، فأمرهم نبيّ الله ﷺ أن يعيدوا ذبحًا آخرًا.»

## أسباب النزول
1- أسباب نزول الآية (1) : عن عبد الله بن الزبير قال : «قدم ركب من بني تميم على رسول الله ﷺ فقال أبو بكر : أمر القعقاع بن معبد، وقال عمر : بل أمر الأقرع بن حابس، قال أبو بكر : ما أردت إلا خلافي، وقال عمر : ما أردت خلافك، فتماريا حتى ارتفعت أصواتهما . فنزلت في ذلك الآيات». رواه البخاري .
2- أسباب نزول الآية (2) : قال قتادة : «كانوا يجهرون له بالكلام ويرفعون أصواتهم في حضرته . فأنزل الله ﴿لا ترفعوا أصواتكم فوق صوت النبي ...﴾ [الحجرات:2] الآية». أخرجه ابن جرير .
وعن أنس بن مالك قال : «لما نزلت هذه الآية ﴿لا ترفعوا أصواتكم ...﴾ [الحجرات:2] الآية، قعد ثابت بن قيس بن شماس في الطريق يبكي، فمر به عاصم بن عدي فقال : ما يبكيك ؟ قال هذه الآية، أتخوف أن تكون نزلت فيَّ فيحبط عملي وأكون من أهل النار، وأنا رجل صيت رفيع الصوت، فرفع عاصم ذلك إلى رسول الله فدعا به فقال له : أما ترضى أن تعيش حميدا وتقتل شهيدا وتدخل الجنة ؟ قال: رضيت ببشرى الله ورسوله، ولا أرفع صوتي أبدا على صوت رسول الله، فلما كان يوم اليمامة قتل». رواه البخاري ومسلم .
3- أسباب نزول الآيتين (4- 5) : عن زيد بن أرقم قال : «جاء ناس من العرب إلى حجر النبي فجعلوا ينادون : يا محمد، يا محمد، اخرج إلينا فمدحنا زين، وذمنا شين، فآذى صوتهم رسول الله فنزلت الآيتان». رواه ابن جرير.
4- أسباب نزول الآية (6) : عن الحارث بن ضرار الخزاعي سيد يني المصطلق قال : «قدمت على رسول الله فدعاني إلى الأسلام فأقررت به ودخلت فيه ودعاني إلى الزكاة فأقررت بها وقلت : يا رسول الله، أرجع إلى قومي فأدعوهم إلى الأسلام وأداء الزكاة، فمن استجاب لي جمعت زكاته، فترسل إلي رسولا لإبان كذا وكذا ليأتيك ما جمعت من الزكاة، فلما جمع الحارث الزكاة ممن استجاب له وبلغ الإبان، احتبس رسول الرسول فلم يأته، فظن الحارث أنه قد حدث فيه سخطة من الله ورسوله، فدعا سروات قومه فقال لهم : إن رسول الله قد وقت وقتا يرسل إلي رسوله لقبض ما عندي من الزكاة، وليس من رسول الله الخلف، ولا أرى حبس رسوله إلا من سخطة، فانطلقوا فنأتي رسول الله، وفي الوقت الذي خرج فيه الحارث للحضور عند رسول الله بعث رسول الله الوليد بن عقبة إلى الحارث ليقبض ما عنده من الزكاة، فلما سار الوليد وقطع بعض الطرق خاف ورجع والتقى برسول الله وقال : له إن الحارث منعني الزكاة وأراد قتلي، فبعث رسول الله جماعة إلى الحارث فالتقت به وبأصحابه، فقال الحارث لهذه الجماعة إلى من بعثتم ؟ قالت إليك، قال : ولم ؟ فقالت له إن رسول الله بعث إليك الوليد بن عقبة، فمنعته الزكاة وأردت قتله، فقال الحارث : والذي بعث محمدا ما رأيت الوليد وما رآني، ثم دخل الحارث على رسول الله فقال له الرسول : منعت الزكاة وأردت قتل رسولي ؟ فقال للرسول : والذي بعثك بالحق ما رأيته ولا رآني، وما أقبلت إلا حين احتبس علي رسول رسول الله خشيت أن تكون سخطة من الله ورسوله، فنزلت الآية المذكورة». رواه أحمد والطبراني
5- أسباب نزول الآية (9) : عن أنس قال : «قلت يا نبي الله لو أتيت عبد الله بن أبي، فانطلق إليه النبي ﷺ، فركب حمارا وانطلق المسلمون يمشون وهي أرض سبخة، فلما أتاه النبي قال : إليك عني، فوالله لقد آذاني نتن حمارك، فقال رجل من الأنصار : لحمار رسول الله أطيب ريحا منك، فغضب لعبد الله رجل من قومه، وغضب لكل واحد منهما أصحابه، وكان بينهم ضرب بالجريد والأيدي والنعال، فبلغنا أنه أنزلت فيهم ﴿وإن طائفتان من المؤمنين اقتتلوا فأصلحوا بينهما﴾ [الحجرات:9].». رواه البخاري ومسلم .
6- أسباب نزول الآية (11) : عن أبي جبير بن الضحاك قال : «نزلت فينا بني سلمة . قدم النبي المدينة وليس فينا رجل إلا وله اسمان أو ثلاثة، فكان إذا دعا أحدا منهم باسم من تلك الأسماء قالوا : يا رسول الله ﷺ، إنه يكرهه ويغضب منه فنزلت ﴿ولا تنابزوا بالألقاب …﴾ [الحجرات:11].». رواه أحمد وأصحاب السنن .
7- أسباب نزول الآية (13) : «لما كان يوم الفتح رقى بلال على ظهر الكعبة فأذن فقال بعض الناس : أهذا العبد الأسود يؤذن على ظهر الكعبة ؟ فقال بعضهم : إن يرد الله شيئا يغيره، فأنزل الله الآية». رواه ابن أبي حاتم وابن المنذر .
8- أسباب نزول الآية (17) : عن ابن عباس قال : «قدم عشرة من بني أسد على رسول الله سنة سبع وفيهم طلحة بن خويلد، وكان رسول الله في المسجد مع أصحابه فسلموا وقال متكلمهم : يا رسول الله، إنا شهدنا أن لا إله إلا الله وحده لا شريك له وأنك عبده ورسوله، وجئناك ولم تبعث إلينا بعثا، ولم نقاتلك كما قاتلك بنو فلان، ونحن لمن وراءنا سلم، فأنزل الله الآية». رواه البزار والطبراني .

## وصلات خارجية
- سورة الحجرات: تجويد-تفسير - موقع Altafsir.com